# ORP Odważny (1973)
ORP „Odważny” – polski kuter torpedowy projektu 664 (Bitny, według nomenklatury NATO typ Wisla). Był drugim okrętem polskiej Marynarki Wojennej noszącym tę nazwę. Posiadał znak taktyczny KTD 458 oraz związany z nim numer burtowy 458.

## Historia
Jego budowę, pod numerem stoczniowym 664/7, rozpoczęto w Stoczni Północnej w Gdańsku 7 kwietnia 1972. 21 lutego 1973 odbyło się wodowanie kadłuba, 14 sierpnia ukończoną jednostkę przekazano Marynarce Wojennej, a 15 września miało miejsce uroczyste pierwsze podniesienie bandery wojennej. „Odważny” wszedł w skład 2 dywizjonu Kutrów Rakietowo-Torpedowych 3 Flotylli Okrętów w Gdyni. 4–26 maja 1983 okręt wziął udział w wielkich ćwiczeniach sił Marynarki Wojennej o kryptonimie Reda-83. Okręt wykorzystano w zdjęciach do filmu Podróże pana Kleksa. Został skreślony ze spisu floty 31 stycznia 1986.
Po wycofaniu jednostkę przekazano do Muzeum Regionalnego im. gen. broni Zygmunta Berlinga w Skarżysku-Kamiennej, które w 1990 przemianowano na Muzeum im. Orła Białego. Okręt przyholowano do Sandomierza, skąd został przewieziony do Skarżyska, gdzie stanowi obecnie największy eksponat na ekspozycji plenerowej.

## Dane taktyczno-techniczne
- wyporność standardowa – 94 t
- długość – 24,76 m
- szerokość – 7,79 m
- zanurzenie – 1,61 m
- prędkość maksymalna – 43 w.
- zasięg – 410 Mm
- liczba osób załogi – 20 osób

## Uzbrojenie
- 4 wyrzutnie torpedowe OTAM-53-206 kal. 533 mm
- podwójnie sprzężona armata uniwersalna AK-230 kal. 30 mm (po wycofaniu jednostki ze służby została zastąpiona przez armatę 2M-3M kal. 25 mm)
- opcjonalnie, zamiast dwóch rufowych wyrzutni torpedowych, tory dla min: dwóch AMD-1000 lub czterech AMD-500 lub dwudziestu JaM

## Galeria

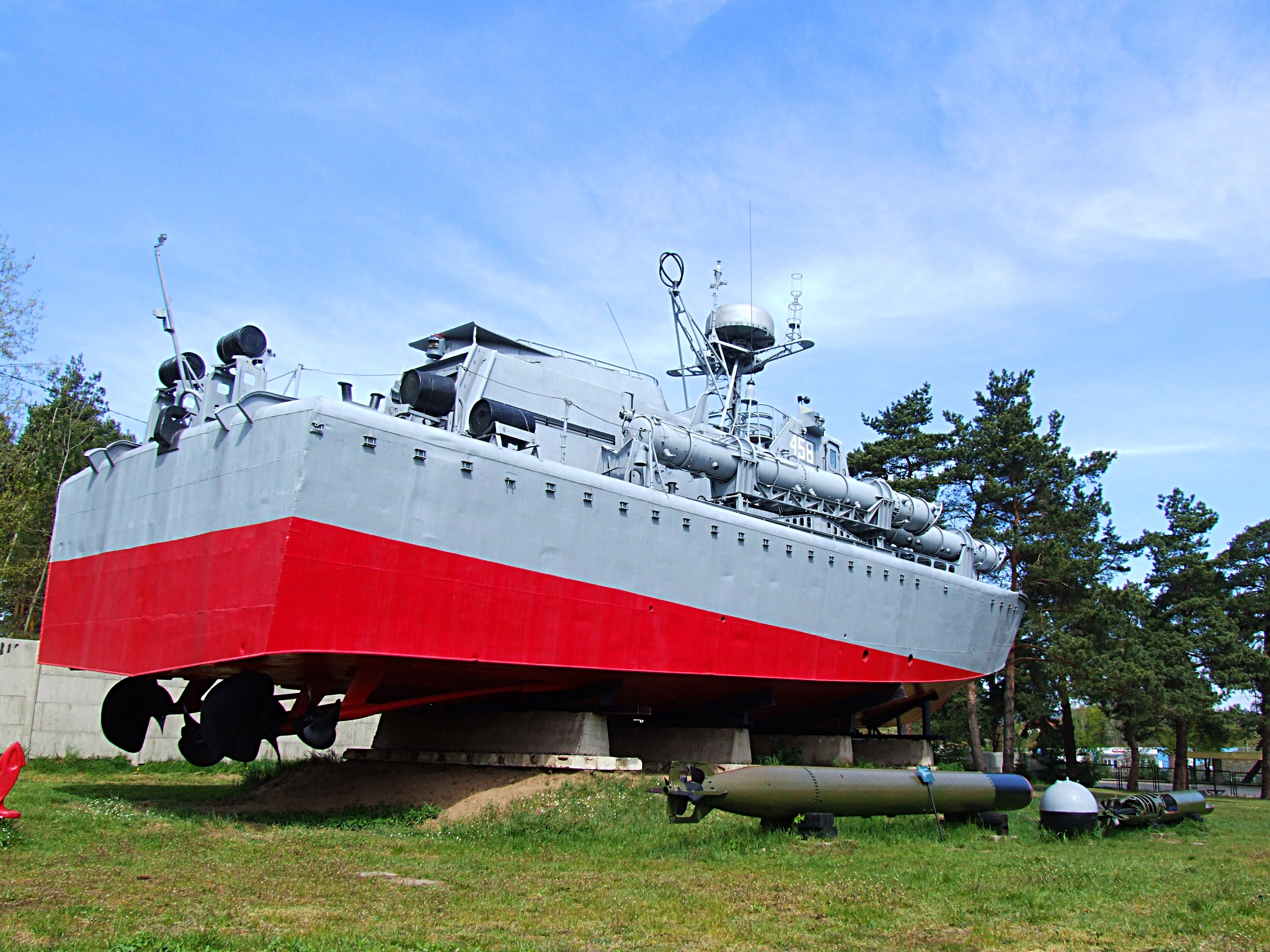
ORP „Odważny”
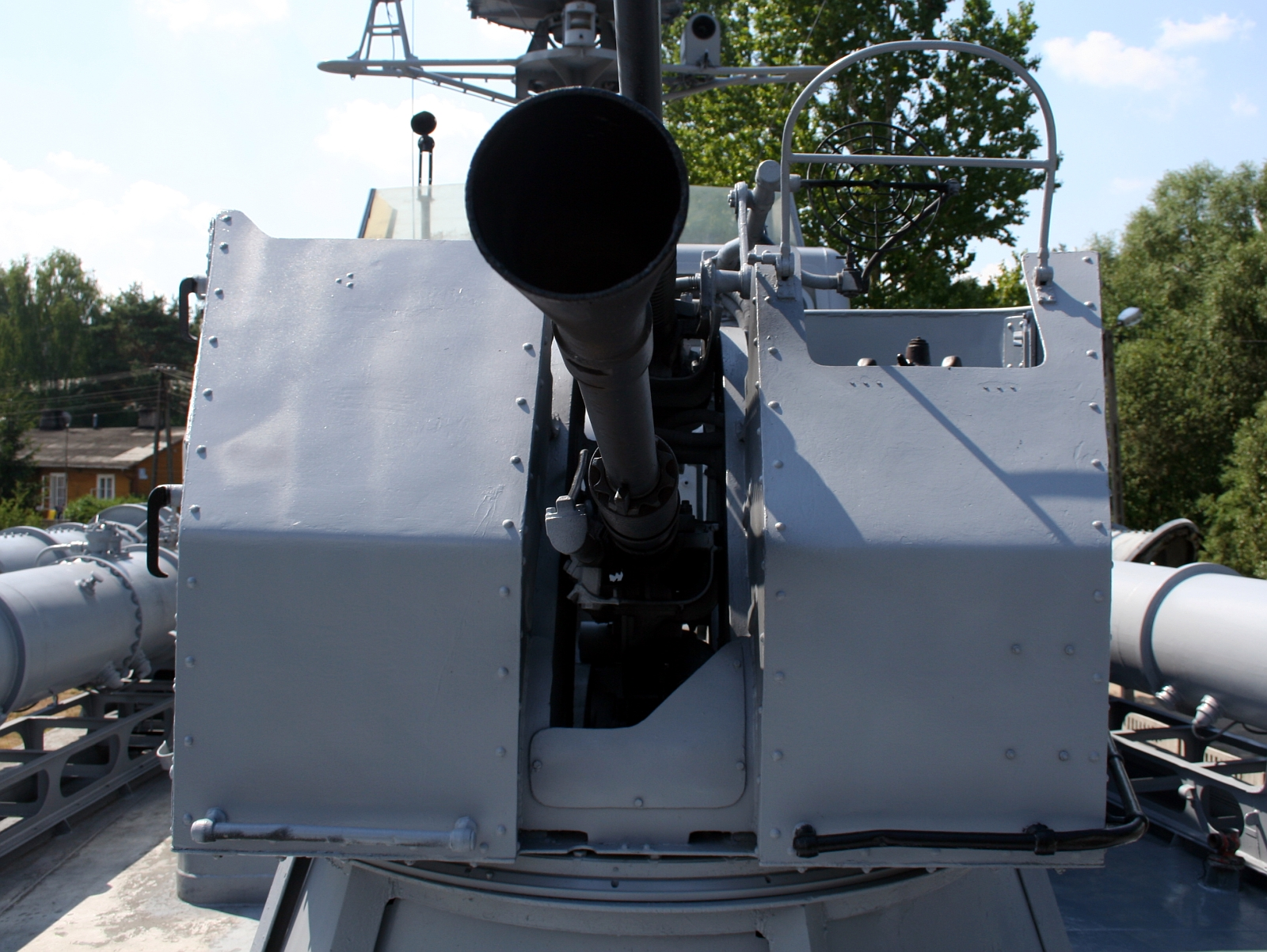
Armata 2M-3M
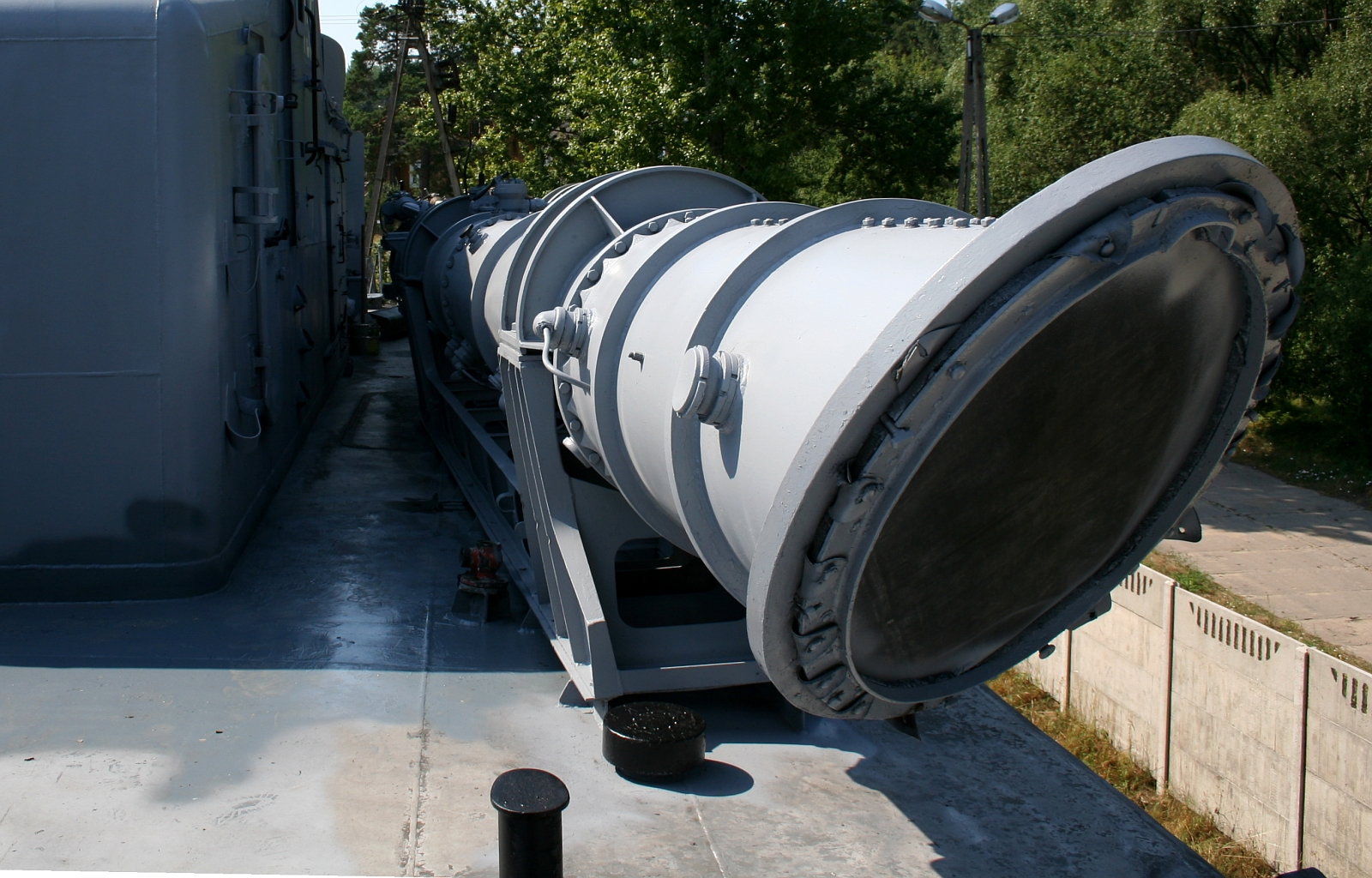
Wyrzutnia torped